# Mistrzostwa Europy w futsalu kobiet 2022
II Mistrzostwa Europy w futsalu kobiet 2022 (oficjalna nazwa: UEFA Women’s Futsal Euro 2022), to druga edycja Mistrzostw Europy w futsalu kobiet, turnieju organizowanego wówczas co dwa lata przez UEFA dla kobiecych reprezentacji futsalowych zrzeszonych w strefie europejskiej. Turniej finałowy tej edycji pierwotnie był zaplanowany w dniach między 11 a 14 lutego 2021 r., a eliminacje pierwotnie zaplanowane były na 2020 rok. Jednak 17 czerwca 2020 r. UEFA ogłosiła, że turniej finałowy został przełożony na marzec 2022 r., a eliminacje zostały przesunięte o rok z powodu Pandemii COVID 19. A 11 marca 2022 turniej znów został przełożony. Następnie poinformowano, że dalsze decyzje zostaną podjęte w odpowiednim czasie. Ostatecznie zadecydowano, że turniej odbędzie się w dniach 1–3 lipca 2022. Turniej wygrała reprezentacja Hiszpanii i obroniła tytuł zdobyty trzy lata temu w 2019.

## Wybór gospodyni
Gospodynie turnieju finałowego zostały wybrane spośród czterech zakwalifikowanych drużyn. Oferta Portugalii została wybrana przez Komitet Wykonawczy UEFA w dniu 16 grudnia 2021 r., a finałowy turniej odbędzie się w Pavilhão Multiusos de Gondomar w Gondomar w obszarze metropolitarnym Porto, który wcześniej był gospodarzem Mistrzostw Europy w futsalu 2007 i poprzedniej edycji w 2019 roku

## Zakwalifikowane zespoły
Do turnieju finałowego zakwalifikowały się następujące drużyny:
| Drużyna                 | Metoda kwalifikacji   | Data kwalifikacji    | Wcześniejsze starty | Najlepszy wynik    |
| ----------------------- | --------------------- | -------------------- | ------------------- | ------------------ |
| Węgry                   | Wicemistrzyni grupy 1 | 2 maja 2022          | Debiutant           | Debiutant          |
| Portugalia (gospodynie) | Zwyciężczyni grupy 2  | 23 października 2021 | 1 (2019)            | II miejsce (2019)  |
| Ukraina                 | Zwyciężczyni grupy 3  | 24 października 2021 | 1 (2019)            | IV miejsce (2019)  |
| Hiszpania               | Zwyciężczyni grupy 4  | 23 października 2021 | 1 (2019)            | Mistrzostwo (2019) |

Węgry zastąpiły Rosję wykluczoną z turnieju w wyniku inwazji Rosji na Ukrainę

## Losowanie
Losowanie turnieju finałowego odbyło się 28 stycznia 2022 r. w przerwie meczu Mistrzostw Europy w futsalu mężczyzn 2022 między Ukrainą a Portugalią odbywającego się w MartiniPlaza w Groningen. Cztery drużyny rozlosowano przeciwko sobie bez żadnych ograniczeń.

## Składy
Każda z drużyn musi podać skład 14 zawodniczek, z których dwie muszą być bramkarkami.

## Drabinka
W półfinałach i finale w przypadku remisu zaczyna się dogrywka, a w przypadku dalszego braku zwyciężczyni seria rzutów karnych. W meczu o 3 miejsce w przypadku remisu od razu są rzuty karne. Wszystkie czasy podawane są według czasu portugalskiego (UTC±0)
UWAGA! Wyniki w nawiasach to wyniki po rzutach karnych
|  |                       |            |           |                       |       |            |            |       |
|  | Półfinały             | Półfinały  | Półfinały |                       |       | Finał      | Finał      | Finał |
|  | Półfinały             | Półfinały  | Półfinały |                       |       | Finał      | Finał      | Finał |
|  | Gondomar 1 lipca 2022 |            |           |                       |       |            |            |       |
|  |                       |            |           |                       |       |            |            |       |
|  | Ukraina               | Ukraina    | 0         |                       |       |            |            |       |
|  | Ukraina               | Ukraina    | 0         | Gondomar 3 lipca 2022 |       |            |            |       |
|  | Hiszpania             | Hiszpania  | 9         |                       |       |            |            |       |
|  | Hiszpania             | Hiszpania  | 9         |                       |       | Portugalia | Portugalia | 3 (1) |
|  | Gondomar 1 lipca 2022 |            |           |                       |       | Portugalia | Portugalia | 3 (1) |
|  |                       |            | Hiszpania | Hiszpania             | 3 (4) |            |            |       |
|  | Portugalia            | Portugalia | Hiszpania | Hiszpania             | 3 (4) | 6          |            |       |
|  | Portugalia            | Portugalia |           |                       |       |            |            |       |
|  | Węgry                 | Węgry      | 0         |                       |       |            |            |       |
|  | Węgry                 | Węgry      | 0         | Mecz o 3. miejsce     |       |            |            |       |
|  |                       |            |           |                       |       |            |            |       |
|  | Gondomar 3 lipca 2022 |            |           |                       |       |            |            |       |
|  |                       |            |           |                       |       |            |            |       |
|  | Węgry                 | Węgry      | 1         |                       |       |            |            |       |
|  | Węgry                 | Węgry      | 1         |                       |       |            |            |       |
|  | Ukraina               | Ukraina    | 2         |                       |       |            |            |       |
|  | Ukraina               | Ukraina    | 2         |                       |       |            |            |       |

### Półfinały
| Mecz 1 1 lipca 2022 18:00 UTC±0 | Ukraina | 0:9(0:4)Raport | Hiszpania · Mayte 1' · Luci 8, 28' · Irene Córdoba 18' · Peque 19' · Ale de Paz 28' · Sanz 31' · Amelia 32' · Samper 38' · | Pavilhão Multiusos de Gondomar, Porto Sędzia: Daniele D’adamo |
|                                 |         |                | |                                                               |

| Mecz 2 1 lipca 2022 21:30 UTC±0 | Portugalia · Pisko 13' · Pedreira 17' · Fifó 18' · Folk sam.' (23) · Catia Morgado 35' · Lopes Pereira 37' · | 6:0(3:0)Raport | Węgry | Pavilhão Multiusos de Gondomar, Porto Sędzia: Damian Grabowski |
|                                 | |                |       |                                                                |

### Mecz o 3 miejsce
| Mecz 3 3 lipca 2022 14:30 UTC±0 | Węgry · Horvath 39' | 1:2(0:1)Raport | Ukraina · Tytova 9' · Volovenko 23' | Pavilhão Multiusos de Gondomar, Porto Sędzia: Marjan Mladenovski |
|                                 |                     |                |                                     |                                                                  |

### Finał
| Mecz 4 3 lipca 2022 18:00 UTC±0 | Portugalia · Azevedo 12' · Pisko 19,49' · | 3:3 d. k. 1:4(2:1, 1:2)Raport       | Hiszpania · Ale de Paz 20,35' · Sanz 44' | Pavilhão Multiusos de Gondomar, Gondomar Sędzia: Chiara Perona |
|                                 |                                           |                                     |                                          |                                                                |
|                                 |                                           | Rzuty karne                         |                                          |                                                                |
| Azevedo · Vanessa · Pires ·     |                                           | Pesque · Amelia · Mayte · Cordoba · |                                          |                                                                |

## Mistrzyni Europy 2022
| Mistrzyni Europy 2022 |
| --------------------- |
| Hiszpania             |
| DRUGI TYTUŁ           |

## Strzelczynie

### 3 gole
Pisko
 Ale de Paz

### 2 gole
Luci
 Sanz

### 1 gol
Mayte
 Irene Cordoba
 Peque
 Amelia
 Samper
 Pedreira
 Fifó
 Catia Morgado
 Lopes Pereira
 Azevedo
 Tytova
 Volovenko
 Horvath

### Gole samobójcze
Folk (przeciwko Portugalii)

## MVP
MVP turnieju została Ana Azevedo z Portugalii

## Klasyfikacja
| Miejsce | Reprezentacja | M | Z | R | P | B+ | B- | +/− | Pkt |
| ------- | ------------- | - | - | - | - | -- | -- | --- | --- |
| złoto   | Hiszpania     | 2 | 1 | 1 | 0 | 12 | 3  | 9   | 4   |
| srebro  | Portugalia    | 2 | 1 | 1 | 0 | 9  | 3  | 6   | 4   |
| brąz    | Ukraina       | 2 | 1 | 0 | 1 | 2  | 10 | -8  | 3   |
| 4.      | Węgry         | 2 | 0 | 0 | 2 | 1  | 8  | -7  | 0   |